# Gaetano Pollio
Pour les articles homonymes, voir Pollio.
Gaetano Pollio (Meta di Sorrento, 30 décembre 1911 – Salerne, 13 mars 1991) est un missionnaire catholique italien en Chine, qui fut évêque et archevêque. Il fut porteur de valeurs religieuses à une période clef pour l'avenir de la Foi dans une aire géopolitique particulièrement hostile au christianisme. Il fut témoin et victime de la répression et des violations des droits humains perpétrées par le régime de la Chine communiste de cette époque.

## Biographie

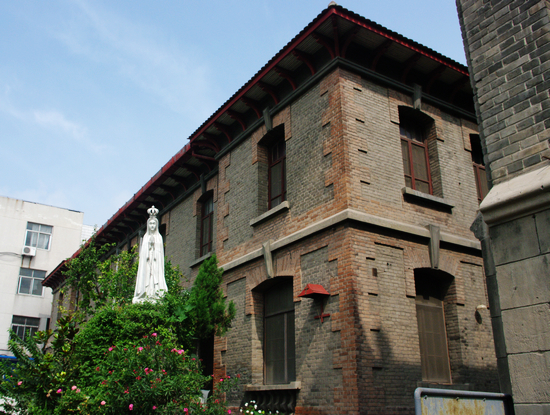
Archevêché de Kaifeng.

Gaetano Pollio naît dernier de sept enfants dans une famille profondément religieuse et sent une vocation missionnaire en lisant les annales missionnaires dans son enfance. Il est ordonné prêtre pour l'Institut pontifical pour les missions étrangères le 22 septembre 1934. l'année suivante, il part en mission pour la Chine dans la province du Henan (Ho-Nan), et est envoyé au poste de Kaifeng. Après le martyre du vicaire apostolique, Mgr Noè Giuseppe Tacconi, le jeune Pollio gère la mission qui se trouve alors en territoire occupé par les Japonais jusqu'à la fin de la Seconde Guerre mondiale. Cependant dès 1940 un administrateur apostolique est nommé.
Plus d'un an après la fin de l'occupation japonaise, il est nommé (à 35 ans) archevêque de Kaifeng, le 12 décembre 1946 et il est consacré le 13 avril 1947.
Au printemps 1948, la région est bouleversée par les combats entre troupes nationalistes et troupes communistes de Mao Tsé-toung, mais ces derniers s'emparent de Kaifeng en juin 1948 et jettent Mgr Pollio en prison, le soumettant à un régime carcéral particulièrement cruel. Il se souvient que « Je fus soumis aux travaux les plus humbles, les plus avilissants et répugnants. Avec un ancien général de l'armée nationaliste et un professeur d'université, ainsi que d'autres détenus nous devions mélanger les excréments avec de la terre, en remplir des paniers et les transporter dans des charrettes. »
Il est expulsé de Chine en 1951 et retourne en Italie auprès de l'Institut pontifical pour les missions étrangères. Le 8 septembre 1960, il est nommé archevêque d'Otrante, puis le 5 février 1969, archevêque de Salerne et administrateur d'Acerno.
Du 9 novembre 1968 au 5 février 1969, il est administrateur apostolique du diocèse d'Ugento-Santa Maria di Leuca.
Atteint d'une grave maladie, il démissionne le 20 octobre 1984 et meurt en 1991 à l'âge de 79 ans.

## Publications
- (it) Gaetano Pollio, Croce d'oro tra le sbarre, Edizioni P.I.M.E., 1960

## Citations
« Mons. Gaetano Pollio va ricordato per quella sua fermezza, grazie alla quale non solo propagò la fede di Cristo con libertà e coraggio, ma anche la difese fino ad essere messo in carcere: per nulla si lasciò  atterrire da minacce e pericoli. »

— Jean-Paul II

« Il governo potrebbe ordinare la vostra morte da un momento all'altro, ma non lo vuole, perché desidera tormentarvi a colpi di spillo e gustare la vostra morte lenta e disperata. »

— Il carceriere cinese

## Source de la traduction
- (it) Cet article est partiellement ou en totalité issu de l’article de Wikipédia en italien intitulé « Gaetano Pollio » (voir la liste des auteurs).